# Gobierno de José Mujica
El gobierno de José Mujica comenzó el 1 de marzo de 2010, fecha en la que asumió como presidente de la República Oriental del Uruguay luego de haber ganado en la segunda vuelta de las elecciones nacionales de 2009 a fines de noviembre de ese año y prestado juramento ante la Asamblea General. El gobierno de José Mujica significó la segunda llegada de la izquierda a la presidencia en la historia de Uruguay.
Este gobierno se caracterizó, por un lado, por la continuidad de las políticas establecidas por el gobierno anterior del Frente Amplio y, por el otro, por reformas sociales (entre las cuales se hallan la legalización y regularización del mercado de la marihuana, matrimonio homosexual y legalización del aborto) entre otras novedades.

## Elecciones nacionales de 2009
La fórmula José Mujica-Danilo Astori del Frente Amplio alcanzó el 47,96% de los votos válidos, frente al 29,07% de la fórmula Luis Alberto Lacalle-Jorge Larrañaga del Partido Nacional y el 17,02% de la fórmula Pedro Bordaberry-Hugo de León del Partido Colorado, entre otros. Debido a que ninguna candidatura superó el umbral del 50% de los votos emitidos, se procedió a realizar la segunda vuelta entre las dos fórmulas presidenciales más votadas.
La segunda vuelta tuvo lugar el 29 de noviembre entre los partidos Frente Amplio y Nacional. Resultó ganador el Frente Amplio con el 54,63% de los votos válidos contra el 45,37% del Partido Nacional.

## Gabinete
| ← Gobierno de José Mujica → 1° de marzo de 2010 - 1° de marzo de 2015 | ← Gobierno de José Mujica → 1° de marzo de 2010 - 1° de marzo de 2015 | ← Gobierno de José Mujica → 1° de marzo de 2010 - 1° de marzo de 2015 | ← Gobierno de José Mujica → 1° de marzo de 2010 - 1° de marzo de 2015 |
| --------------------------------------------------------------------- | --------------------------------------------------------------------- | --------------------------------------------------------------------- | --------------------------------------------------------------------- |
| Partido político                                                      |                                                                       | Frente Amplio                                                         | Frente Amplio                                                         |
| Cargo                                                                 | Cargo                                                                 | Titular                                                               | Titular                                                               |
| Presidente                                                            |                                                                       | José Mujica 1 de marzo de 2010 - 1 de marzo de 2015                   |                                                                       |
| Vicepresidente                                                        | Danilo Astori 1 de marzo de 2010-1 de marzo de 2015                   |                                                                       |                                                                       |
| Ministros                                                             |                                                                       |                                                                       |                                                                       |
| Defensa                                                               |                                                                       | Luis Rosadilla 1 de marzo de 2010 - 18 de julio de 2011               |                                                                       |
| Defensa                                                               | Eleuterio Fernández Huidobro 18 de julio de 2011 - 1 de marzo de 2015 |                                                                       |                                                                       |
| Eoonomía y Finanzas                                                   | Fernando Lorenzo 1 de marzo de 2010 - 21 de diciembre de 2013         |                                                                       |                                                                       |
| Eoonomía y Finanzas                                                   | Mario Bergara 21 de diciembre de 2013 - 1 de marzo de 2015            |                                                                       |                                                                       |
| Educación y Cultura                                                   | Ricardo Ehrlich 1 de marzo de 2010 - 1 de marzo de 2015               |                                                                       |                                                                       |
| Ganadería, Agricultura y Pesca                                        | Tabaré Aguerre 1 de marzo de 2010 - 1 de marzo de 2015                |                                                                       |                                                                       |
| Industria, Energía y Minería                                          | Roberto Kreimerman 1 de marzo de 2010 - 1 de marzo de 2015            |                                                                       |                                                                       |
| Interior                                                              | Eduardo Bonomi 1 de marzo de 2010 - 1 de marzo de 2015                |                                                                       |                                                                       |
| Relaciones Exteriores                                                 | Luis Almagro 1 de marzo de 2010-1 de marzo de 2015                    |                                                                       |                                                                       |
| Salud Pública                                                         | Daniel Olesker 1 de marzo de 2010 - 19 de julio de 2011               |                                                                       |                                                                       |
| Salud Pública                                                         | Jorge Venegas 19 de julio de 2011 - 25 de febrero de 2013             |                                                                       |                                                                       |
| Salud Pública                                                         | Susana Muniz 25 de febrero de 2013 - 1 de marzo de 2015               |                                                                       |                                                                       |
| Trabajo y Seguridad Social                                            | Eduardo Brenta 1 de marzo de 2010 - 30 de diciembre de 2013           |                                                                       |                                                                       |
| Trabajo y Seguridad Social                                            | Jose Bayardi 30 de diciembre de 2013-1 de marzo de 2015               |                                                                       |                                                                       |
| Transporte y Obras Públicas                                           | Enrique Pintado 1 de marzo de 2010-1 de marzo de 2015                 |                                                                       |                                                                       |
| Turismo y Deporte                                                     | Héctor Lescano 1 de marzo de 2005-30 de mayo de 2012                  |                                                                       |                                                                       |
| Turismo y Deporte                                                     | Liliam Kechichián 30 de mayo de 2012 - 1 de marzo de 2015             |                                                                       |                                                                       |
| Desarrollo Social                                                     | Ana María Vignoli 1 de marzo de 2010-19 de julio de 2011              |                                                                       |                                                                       |
| Desarrollo Social                                                     | Daniel Olesker 20 de julio de 2011-1 de marzo de 2015                 |                                                                       |                                                                       |
| Vivienda, Ordenamiento Territorial y Medio Ambiente                   | Graciela Muslera 1 de marzo de 2010-14 de junio de 2012               | [ 3 ]                                                                 |                                                                       |
| Vivienda, Ordenamiento Territorial y Medio Ambiente                   | Francisco Beltrame 14 de junio de 2012-1 de marzo de 2015             |                                                                       |                                                                       |
| Secretarías de Gobierno                                               |                                                                       |                                                                       |                                                                       |
| Secretaría de presidencia                                             |                                                                       | Alberto Breccia 1 de marzo de 2010 - 1 de noviembre de 2012           |                                                                       |
| Secretaría de presidencia                                             | Homero Guerrero 1 de noviembre de 2012 - 1 de marzo de 2015           |                                                                       |                                                                       |
| Prosecretaría de presidencia                                          |                                                                       | Diego Cánepa 1 de marzo de 2010-1 de marzo de 2015                    |                                                                       |
| Oficina de Planeamiento y Presupuesto                                 | Gabriel Frugoni 1 de marzo de 2010-1 de marzo de 2015                 |                                                                       |                                                                       |

## Política nacional

### Educación
En el primer gobierno frenteamplista dirigido por Tabaré Vázquez se estableció una línea de acción a recorrer en política educativa, pautada por la Ley General de Educación, el Plan Nacional de Educación 2010-2030 y la Estrategia Nacional de Infancia y Adolescencia 2010-2030. Sin embargo esta no fue seguida estrictamente por el gobierno de Mujica en cuanto a las políticas implementadas.
Las decisiones en materia educativa de este período de gobierno se inclinaron hacia promover la inclusión educativa mediante la democratización del sistema educativo, el impulso en cuanto a la infraestructura, el establecimiento de un Consejo de Formación en Educación y la del Instituto Nacional de Evaluación Educativa, pero según María Ester Mancebo y Alexandra Lizbona esto significó que el segundo gobierno frenteamplista tendió a mantener el statu quo en la educación obligatoria, sin llegar a levantarse el marco institucional previsto por la Ley General de Educación en su plenitud. Estas autoras también señalan que fueron dos las inacciones en política educativa que omitieron abordarse a pesar de su importancia estratégica: la no reforma de la educación media y la no reforma del estatuto del personal docente.

#### Establecimiento de la Universidad Tecnológica del Uruguay
A fines de 2012 se aprobó la creación de la Universidad Tecnológica del Uruguay, la segunda universidad pública del país con un perfil tecnológico, establecida en el interior del país como forma de descentralizar la oferta educativa terciaria en el país. Desde su creación formal por ley y durante el período de gobierno de José Mujica la universidad recibió su primer asignación presupuestal, se eligió a un Consejo Directivo Central provisorio, integrado por Pablo Chilibroste, María Antonia Grompone y Rodolfo Silveira, y comenzó a diseñar las primeras carreras terciarias.

### Industria, energía y minería

#### Proyecto Aratirí
El Proyecto Aratirí fue un proyecto de minería a cielo abierto para la extracción de hierro en Uruguay propuesto por la empresa multinacional india Zamin Ferrous, con una inversión propuesta de 3 mil millones de dólares estadounidenses. Este proyecto planeaba realizarse en la región entre los departamentos de Treinta y Tres, Durazno y Florida, sobre la Cuchilla Grande y cerca de las localidades de Cerro Chato y Valentines. El proyecto preveía además de las minas a cielo abierto, un mineroducto de 214 kilómetros y en la costa del departamento de Rocha un puerto de aguas profundas a través del cual se exportaría el hierro concentrado.

#### Planta regasificadora y Gas Sayago
Durante este período de gobierno comenzó a esbozarse e implementarse un proyecto para establecer una planta regasificadora en la zona de la costa de Puntas de Sayago en la región occidental del departamento de Montevideo, para la que se construiría una escollera de 1800 metros, un muelle y un gasoducto, además de construirse un barco para la planta, anclado en el muelle, para almacenar el gas licuado, procesarlo y redistribuirlo en la red de gasoductos. Con esta obra se pretendía obtener beneficios brutos para UTE de aproximadamente mil millones de dólares, 150 millones para ANCAP y la población vería reducido el costo del gas natural.

### Políticas sociales

#### Plan Juntos
El Plan de Integración Socio-Habitacional «Juntos», o «Plan Juntos» para abreviar, es un plan lanzado a principios del período gubernamental para brindar a familias de bajos recursos el acceso a una vivienda digna. Este constituye un plan de apoyo a la constitución de un hogar y no solamente un plan de vivienda, de modo de promover el desarrollo laboral, la inserción social y la participación ciudadana al propender a la regeneración de vínculos deteriorados por la pobreza y la marginación en el ámbito familiar, barrial y ciudadano. Este plan se estableció con vistas a promover la participación de los beneficiarios y la solidaridad social a través del apoyo como técnicos o mano de obra, o buscar que el sector productivo realice donaciones de materiales o en dinero. Contó con el apoyo financiero de José Mujica, que donó parte de su salario para financiar el proyecto.

#### Legalización del cannabis
El 20 de diciembre de 2013 se promulgó la ley n.° 19172 que legalizó y reguló la producción, distribución y venta de cannabis, en la que el Estado a través del Instituto de Regulación y Control del Cannabis se encarga de diversos aspectos de la importación, producción y venta, entre otros, del cannabis. Habilitó el autocultivo para los residentes, hasta un máximo de seis plantas, con una producción máxima de 480 gramos anuales. Se admite la constitución de clubes cannábicos en donde los miembros asociados, con un mínimo de 15 y un máximo de 40 socios, pueden plantar hasta 99 plantas de cannabis para producir proporcionalmente para sus asociados. Además, se posibilitó la venta de marihuana estatal en farmacias, en donde los usuarios podrán comprar hasta 40 gramos mensuales.

#### Legalización del aborto
En octubre de 2012 se despenalizó y legalizó la interrupción voluntaria del embarazo siempre que se cumpla con los requisitos establecidos por la ley sobre interrupción voluntaria del embarazo n.° 18.987 del 22 de octubre de 2012. Esta norma dispone la obligatoriedad para todas las instituciones de salud de brindar el servicio de interrupción de embarazos, ante la sola voluntad de la mujer.
Para poder realizar un aborto, este deberá pedirse dentro de las primeras doce semanas de gestación. La mujer debe notificar a su médico su voluntad de realizar la interrupción del embarazo, que a continuación será atendida por un equipo multidisciplinario de profesionales para informarle lo que conlleva un aborto y después tiene un plazo de reflexión de cinco días para reconsiderar su voluntad. Terminado este plazo sin cambiar de opinión, se procede a realizar esta intervención.
Luego de esta legalización, se registró una disminución en la mortalidad materna promedio de 25 muertes cada 100 mil nacidos vivos en 1999, a una de 14 muertes cada 100 mil nacidos vivos en 2015, debido al establecimiento de un modelo de reducción de riesgos y a la despenalización del aborto que redujo la mortalidad materna originada por abortos inseguros. Otra contribución de la despenalización es la de disminuir la mortalidad infantil al disminuir la mortalidad materna, ya que cuando fallece uno de los padres y especialmente la madre, la mortalidad infantil aumenta, pero al disminuir la mortalidad materna derivada de abortos inseguros, el riesgo de moralidad infantil como consecuencia del fallecimiento de su madre se reduce. Luego de la legalización, hubo un aumento temporal en la cantidad de abortos, que años después se estabilizó y comenzó una disminución paulatina de su número, lo cual contrasta con un régimen de ilegalidad, en donde la prevalencia del aborto es mucho mayor. Esto viene consigo con un plan que promovió el uso de medios anticonceptivos para evitar embarazos no deseados.

#### Legalización de los matrimonios entre personas del mismo sexo
La ley de matrimonio igualitario se aprobó legislativamente el 10 de abril de 2013, y una vez promulgada por el Poder Ejecutivo, se redefinió el matrimonio al no requerir que esté conformado por dos personas de distinto sexo. También se modificó la forma de operar el divorcio y el orden de los apellidos de los padres en los hijos, que para las parejas heterosexuales podrá invertirse y para las homosexuales pueden instituirse por acuerdo o por sorteo judicial.

### Trabajo
En el área del trabajo, el gobierno de José Mujica continuó con las políticas implementadas durante el primer período de gobierno del Frente Amplio, con una tendencia a la consolidación de las instituciones laborales. En este período se realizó la cuarta y la quinta ronda de Consejos de Salarios.

## Política exterior

### Desbloqueo del puente de Fray Bentos

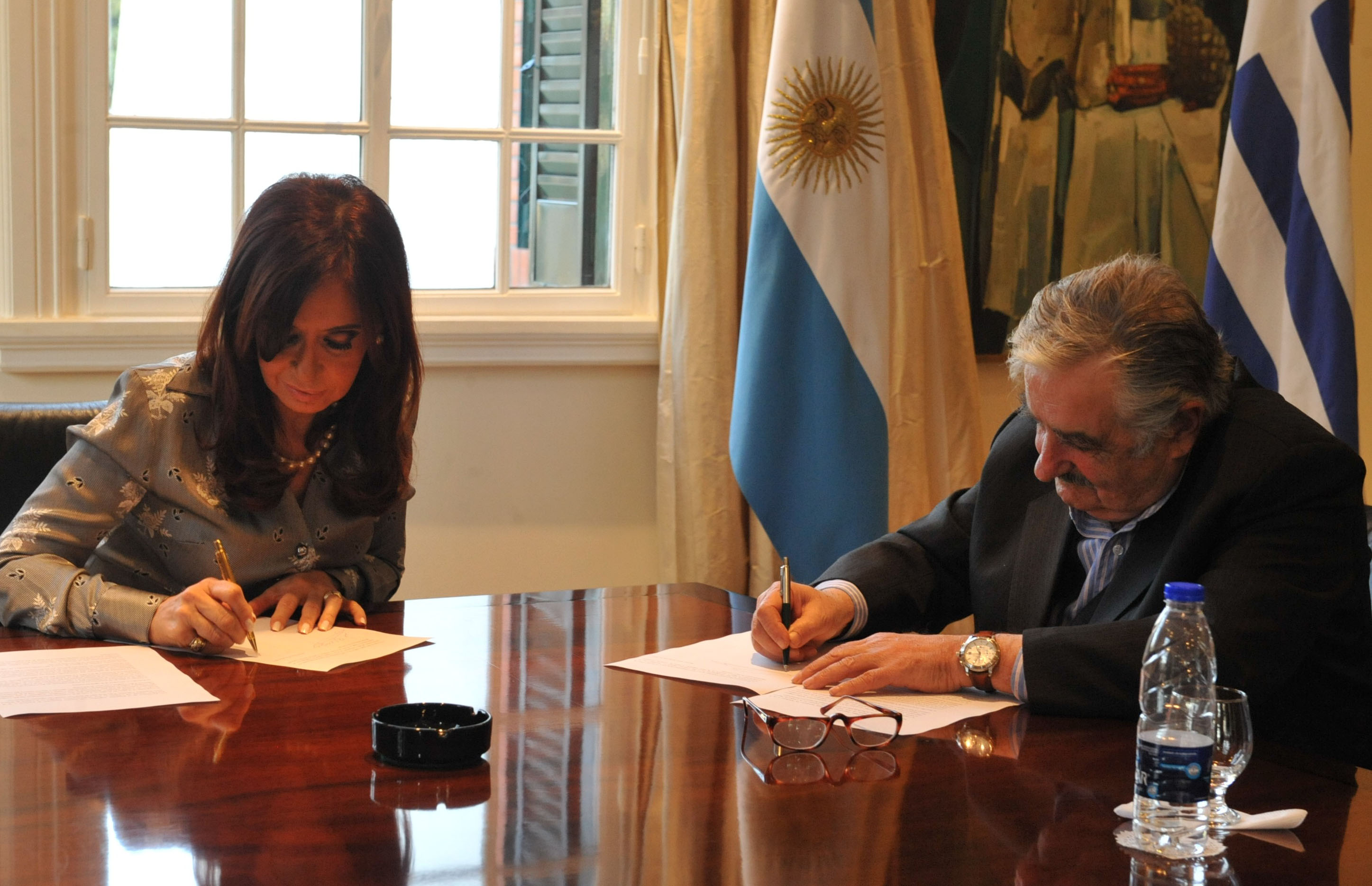
José Mujica y Cristina Fernández firmando el acuerdo de monitoreo conjunto de río Uruguay.

A principios de 2010, después de varios años de bloqueo por residentes de Gualeguachú, volvió a abrirse el puente internacional que conecta a esta ciudad en Argentina con Fray Bentos en Uruguay, luego de que la asamblea de vecinos de Gualeguaychú por mayoría decidió por mayoría la liberación, que habría sido bajo la presión del gobierno de Cristina Fernández tras firmar un decreto para denunciar la presunta comisión de delitos ante la justicia federal a múltiples individuos de Gualeguaychú. Este levantamiento fue impulsado luego de que el presidente Mujica aceptara el pedido de la presidenta argentina para que se realizara el control binacional de la planta de celulosa, aparte de que Mujica no objetara la designación de Néstor Kirchner como secretario general de la Unión de Naciones Suramericanas lo cual sólo podía ser por unanimidad o consenso, designación que hasta entonces había sido vetada por Tabaré Vázquez como represalia por el bloqueo de los puentes.

### Reconocimiento de Palestina
El 15 de marzo de 2011 el presidente José Mujica comunicó el reconocimiento oficial de Uruguay al Estado Palestino como un estado soberano e independiente, de acuerdo a los principios del derecho internacional, y el establecimiento de relaciones diplomáticas bilaterales. Este reconocimiento, sin embargo, no precisó con qué fronteras reconoció al Estado Palestino.
Desde el gobierno de Israel se criticó esta decisión, que calificaron como «un paso que sólo alejará a los palestinos del proceso de paz en vez de animarles a regresar al diálogo», y que la mejor forma de alcanzar un acuerdo de paz es a través de negociaciones y no de declaraciones.

### Recepción de detenidos de la cárcel de Guantánamo
En marzo de 2014 el presidente Mujica aceptó la solicitud del gobierno de Estados Unidos de recibir a cinco reclusos de la prisión de Guantánamo conocida internacionalmente por violaciones a los derechos humanos de los allí detenidos. Sobre esto, Mujica comentó que aceptó el pedido de Obama por una cuestión de derechos humanos, de individuos que estaban presos hace años sin haber pasado por juicio.

### Llegada de refugiados sirios
En el 2014, en el marco de la crisis humanitaria y migratoria que surgió con el comienzo de la guerra civil siria y la guerra contra Estado Islámico, el gobierno de Uruguay expresó al Alto Comisionado de las Naciones Unidas para los Refugiados su deseo de acoger y dar refugio a familias refugiadas sirias en el Líbano. Después de un proceso de  entrevistas, se seleccionaron cinco familias integradas en total por 42 personas, de los que 33 eran menores de edad.
Desde que llegaron a Uruguay se les otorgó residencia permanente y se les proveyó alojamiento, servicios de traductor, acceso a la salud, inserción educativa y laboral, además de percibir una pensión mensual variable según la cantidad de hijos menores.
Sin embargo, las familias protestaron públicamente manifestando que el país tenía un costo de vida alto, los ingresos eran demasiado bajos y que eran pocas las oportunidades laborales, además de destacar el aspecto de la inseguridad. También expresaron su indignación al «engaño» de las autoridades uruguayas sobre la información dada sobre el país y de promesas de «una vida fácil».
Siete años después, en 2022, de las cinco familias refugiadas cuatro se quedaron en el país y una abandonó Uruguay. Luego de pasadas unas dificultades económicas iniciales, lograron adaptarse, algunos de ellos se dedicaron a una vida campesina y otros trabajan o estudian, un proceso con un perfil bajo. Una de las familias obtuvo la ciudadanía legal, con derecho al voto y pasaportes uruguayos, que expresaron su deseo de permanecer «en un país tranquilo, con libertad».

### Otros asuntos
En la votación del proyecto de resolución de la Asamblea General de Naciones Unidas para condenar la anexión de Crimea a Rusia, Uruguay se abstuvo de adoptar una postura, a pesar de coincidir con muchas de las ideas en el proyecto, aunque el representante uruguayo en esta sesión manifestó su postura de apego al derecho internacional, que ningún pronunciamiento contrario a la Constitución ucraniana puede terminar con la alteración de las fronteras internacionalmente reconocidas del país ni contravenir el principio de integridad territorial de los estados. Pero otros aspectos de carácter político presentes en el proyecto considerados inconvenientes por Uruguay llevaron a su abstención.

## Controversias

### Cierre de PLUNA, Cosmo y Alas U
El jueves 5 de julio de 2012, mediante un comunicado de prensa, el directorio de la aerolínea informó, que PLUNA suspendía indefinidamente sus operaciones debido a la situación económico-financiera de la empresa luego de la abrupta salida del inversor privado, Leadgate Investment. El 9 de julio el Poder Ejecutivo envió al parlamento un proyecto de ley que líquida PLUNA debido a su situación de "insuficiencia patrimonial", la imposibilidad de la aerolínea de acceder a la liquidez y la carencia de financiamiento, dejando a Uruguay sin aerolínea de bandera. Sus aviones quedaron en el Aeropuerto de Carrasco.
El servicio con mayor cantidad de frecuencias diarias cubierto por PLUNA, era el Puente aéreo Montevideo-Buenos Aires. El cual sería cubierto parcialmente por BQB Líneas Aéreas y la Argentina Sol Líneas Aéreas.
El cese de operaciones en su momento generó un impacto social importante y un malestar en miles de pasajeros. Muchos de ellos en su momento no pudieron viajar, devolver sus billetes. En las oficinas de defensa al consumidor de países como Uruguay, Chile o Brasil se registraron cientos de reclamos por parte de los usuarios afectados. El Servicio Nacional del Consumidor de Chile presentó una demanda contra PLUNA S. A debido a la falta de soluciones hacia los afectados. Se estima que el número de usuarios afectados por el cierre de la aerolínea supera los 70.000.
Tras la quiebra de la aerolínea, Aerolíneas Argentinas y Austral aumentaron las frecuencias de vuelo para poder cubrir la demanda. El gobierno uruguayo anunció que de no concretarse la creación de una nueva aerolínea de bandera, el puente aéreo más importante que une Montevideo con Buenos Aires sería tomado por Aerolíneas Argentinas.